# Park Gyu-ri
Park Gyu-ri (박규리?; Seul, 21 maggio 1988) è una cantante e attrice sudcoreana.
Dal 2007 fa parte del girl group Kara formato dalla DSP Media.

## Filmografia televisiva
- Today Is a Nice Day (1995)
- Ladies of the Palace (2001-2002)
- The Person Is Coming (2008)
- Nail Shop Paris (2013)
- Secret Love – serie antologica, episodio 5 (2014)